# Faïence de Clamecy
La faïence de Clamecy désigne un ensemble de céramiques produites à Clamecy, dans la Nièvre, de 1791 aux années 1880 et de 1918 à 2019. Depuis cette date, les faïences sont fabriquées essentiellement à Coulanges-sur-Yonne.

## La première faïencerie (1791 - années 1880)

### La faïencerie Nolet
En 1791, Jean-Baptiste Fidel Nolet (1749-1827) crée une faïencerie à Clamecy. Nolet est originaire d'Arvigo, en Suisse. Il s'est installé vers 1772 à Clamecy, où il exerce la profession de vitrier. Il a épousé à Clamecy en 1779 Geneviève Brotier, fille d'un marchand de Clamecy. Pendant la Révolution, Nolet prête serment pour le corps de volontaires de Clamecy, et prend part aux délibérations des assemblées locales .
La faïencerie que Nolet fonde en 1791 est installée sur un terrain qu'il a acquis rue de Chevroches. Un ex-chanoine, Jean-Antoine Tenier, est associé à cette entreprise. Le 11 juin 1793, un incendie endommage la manufacture. Jean-Baptiste Nolet demande alors aux administrateurs du district de Clamecy la récompense prévue par la loi pour les « auteurs d'établissements utiles », ainsi qu'une indemnité pour le sinistre. Les administrateurs sont d’avis que 2 400 livres soient accordées à Nolet, mais le ministère de l'Intérieur refuse de payer cette somme.
Sous la Révolution et dans les premières années du XIXe siècle, des ouvriers qualifiés –tourneurs, peintres en faïence– dont certains sont originaires de Nevers, travaillent à la manufacture.
En 1803 ou 1804, Nolet loue la fabrique, par bail verbal, à la famille Ferreux.
La faïencerie produit sous l'Empire des assiettes, et plus rarement des saladiers, ornés notamment de femmes élégantes inspirées de gravures de mode, dans un décor végétal. Plusieurs de ces pièces sont exposées au musée de Clamecy.
En 1813, Nolet et sa famille quittent Clamecy. En décembre 1817, Claude Ferreux signale que la situation du commerce est telle qu'il ne peut pas vendre sa production de faïence.
Jean-Baptiste Fidel Nolet meurt en 1827, sans fortune, et son épouse s'éteint en 1829, elle aussi dans le dénuement. Leur fils, Pierre Fidel Nolet, vend en 1835 la faïencerie à un entrepreneur des ponts et chaussées de Clamecy, François Henry Vilmont, qui ne la conserve pas.

### La faïencerie Delapierre
La faïencerie de Clamecy est acquise en 1836 par Hubert Xavier Delapierre (1811-1885), qui la fait raser et reconstruire. En 1843, Delapierre loue la faïencerie à son père et, en 1844, il fonde une société, dont son père est gérant, et qui a pour but de fabriquer des « cruchons et bouteilles en grès, de la faïence, de la poterie, des briques ordinaires et réfractaires, des tuiles et des carreaux d'appartements ». De cette production sont connus des chauffe-plats, des pots à tabac, des vases en grès brun et des cache-pots en grès couleur crème, dont des exemplaires sont conservés au musée de Clamecy. Ils portent la marque en creux « DELAPIERRE. / CLAMECY NIEVRE. »
Cependant, Hubert Xavier Delapierre quitte Clamecy au milieu des années 1840. La faïencerie est en sommeil à la fin des années 1840 et dans les années 1850. Sans doute en 1860, la famille Devoucoux loue la fabrique et la refait fonctionner. En 1866, la famille Duché lui a succédé ; elle s'y trouve toujours en 1872, mais il n'est pas sûr que la fabrique continue à produire après cette date. En 1886, les derniers locataires de la faïencerie sont les Drigeard ; ils quittent sans doute les lieux la même année, car l'immeuble n'est plus loué en juin 1886.

## La deuxième faïencerie (depuis 1918)

### La faïencerie Duquénelle (1918-1937)

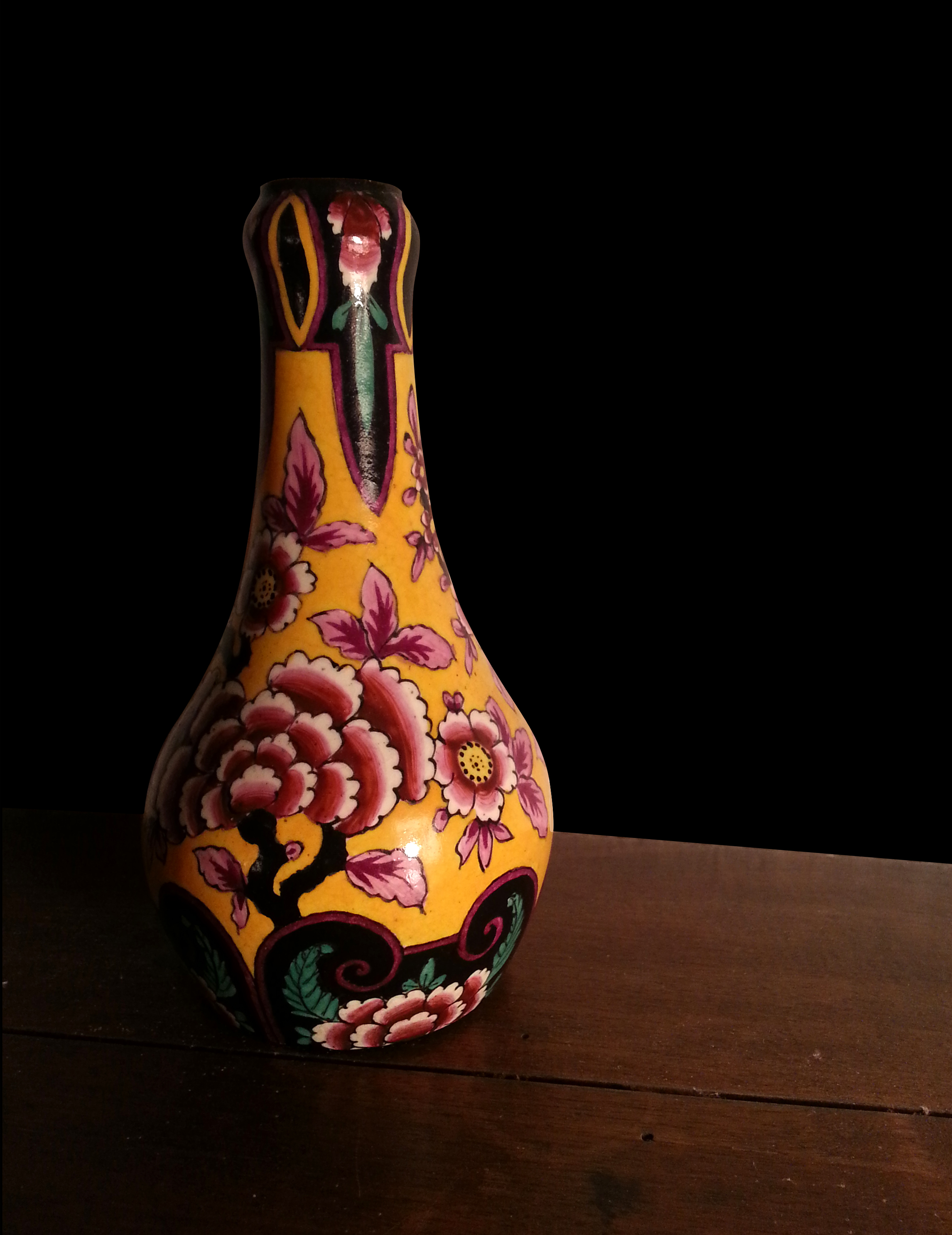
Une faïence d'André Duquénelle

En 1918, André Duquénelle (1884-1948) fonde une nouvelle faïencerie à Clamecy, 4 faubourg de Bethléem, avec un magasin d'exposition place Émile-Zola. Duquénelle est né à Bruxelles, de parents français ; sa grand-mère maternelle était originaire de Clamecy. Le faïencier signe ses pièces de la marque en rébus Klam surmontant une scie. Il fabrique les céramiques et fait venir la porcelaine de Limoges, pour la peindre sur place. Duquénelle décore ses faïences en style persan, hispano-mauresque, et en s'inspirant de tapisseries burgondo-flamandes. La porcelaine est ornée de motifs de Chine. Le noir et jaune et l'imitation des craquelés sont caractéristiques de sa production. La manufacture fabrique des objets assez variés.

### La faïencerie Colas (1937 à nos jours)

#### Roger Colas
En 1937, Duquénelle cède la manufacture à un de ses employés, Roger Colas (1907-1993), le père du navigateur Alain Colas. Cet autodidacte a suivi le soir l'enseignement d'un décorateur sur porcelaine de Paris, en retraite à Dornecy, ce qui lui a permis d'entrer à la faïencerie de Clamecy. Il continue à se former en assistant le samedi, en auditeur libre, aux cours de l'École des Arts et Métiers à Paris.
Pour signer ses pièces, il adopte le monogramme RC surmontant le mot Clamecy.
Il est mobilisé au début de la Seconde Guerre mondiale, est fait prisonnier et est détenu en Allemagne jusqu'en 1942, période durant laquelle son épouse Fernande assume la direction de la faïencerie. Revenu à Clamecy, Roger Colas participe aux activités de la Résistance en tant qu'officier de liaison. Au milieu des années 1950, la faïencerie emploie plusieurs dizaines d'ouvriers.
Roger Colas imagine le décor à la rose, le cachemire animé d'oiseaux ; il réinterprète aussi des décors révolutionnaires et ceux de manufactures disparues : Marseille, Montpellier, Strasbourg... Il est l'un des rares céramistes à confectionner des lustres en faïence et des luminaires.

#### Jean-François Colas
En 1972, Roger Colas transmet la direction de la faïencerie à son fils cadet Jean-François Colas, né en 1946. Celui-ci adopte la signature « Faïencerie Colas Clamecy ». De nouveaux décors sont imaginés : le polychrome et le camaïeu. À partir du début des années 1980, l'entreprise commence à produire des fèves de galettes des rois.

#### Alexandre Colas
En 2001, Alexandre Colas, fils de Jean-François Colas, rejoint l'entreprise, dont il devient le directeur en 2006. En 2007, la sœur d'Alexandre Colas, Élodie Verschoore, intègre à son tour l'entreprise où elle s'occupe de la commercialisation et de la communication. La faïencerie réalise 500 000 fèves en 2018 et 1 400 000 fèves en 2022. Le principal magasin d'exposition « Au pont de Bethléem » est à Clamecy ; un autre magasin, « À la porte Saint-Étienne », se trouve à Vézelay.
En 2019, la faïencerie a quitté Clamecy pour s'installer dans la zone industrielle de Coulanges-sur-Yonne. Les fèves ne sont donc plus fabriquées à Clamecy mais elles gardent ce nom.